# Golbahār-e Soflá
Golbahār-e Soflá (persiska: گلبهار سفلى) är en ort i Iran.   Den ligger i provinsen Lorestan, i den centrala delen av landet, 300 km sydväst om huvudstaden Teheran. Golbahār-e Soflá ligger 2 033 meter över havet och antalet invånare är 174.
Terrängen runt Golbahār-e Soflá är varierad. Golbahār-e Soflá ligger nere i en dal.Runt Golbahār-e Soflá är det glesbefolkat, med 19 invånare per kvadratkilometer. Närmaste större samhälle är Cheshmeh Par, 9,2 km nordväst om Golbahār-e Soflá. Trakten runt Golbahār-e Soflá består i huvudsak av gräsmarker.